# Cyornis hoevelli
A Cyornis hoevelli a madarak (Aves) osztályának verébalakúak (Passeriformes) rendjébe, ezen belül a légykapófélék (Muscicapidae) családjába tartozó faj.

## Rendszerezése
A fajt Adolf Bernhard Meyer német ornitológus írta le 1820-ban, a Siphia nembe Siphia hoëvelli néven.

## Alfajai
- Cyornis hyacinthinus hyacinthinus (Temminck, 1820)
- Cyornis hyacinthinus kuehni Hartert, 1904[2]

## Előfordulása
Délkelet-Ázsiában, az Indonéziához tartozó Celebesz szigetén honos. Természetes élőhelyei a szubtrópusi vagy trópusi hegyi esőerdők. Állandó, nem vonuló faj.

## Megjelenése
Testhossza 15 centiméter.

## Életmódja
Valószínűleg gerinctelenekkel táplálkozik.

## Természetvédelmi helyzete
Az elterjedési területe nem nagy, egyedszáma pedig csökkenő, de még nem éri el a kritikus szintet. A Természetvédelmi Világszövetség Vörös listáján nem fenyegetett fajként szerepel.